# Fraser (řeka)
Fraser (anglicky Fraser River) je řeka na jihozápadě Kanady. Se svými 1368 km je nejdelší řekou provincie Britská Kolumbie. Odvodňuje plochu o rozloze 220 000 km².

## Průběh toku
Pramení v blízkosti Simon Peaku (3313 m) ve Skalnatých horách, zhruba na 52°31′15″ s. š., 118°19′52″ z. d. Na horním toku směřuje k severozápadu, po překročení 54° severní šířky se stáčí k jihu, dostává se do Interior Plateau. U města Prince George přibírá zprava vody Nechako River, dále pokračuje k jihu, míjí Quesnel, Williams Lake a Lillooet. U Lyttonu přibírá zleva vody Thompson River. U Hope se stáčí postupně k západu a dostává se ze sevření Coast Mountains, ve kterých Fraser vytvořil hluboký kaňon – Fraser Canyon, který je přibližně 100 kilometrů dlouhý. Za Hope je údolí Fraseru širší, řeka ve Fraser Valley míjí Chilliwack, Abbotsford a Mission. Po 100 kilometrech vytváří deltu, jejíž ramena odvádějí vodu do průlivu Strait of Georgia Tichého oceánu v Richmondu na jižním okraji Vancouveru. Oblast jižně od Vancouveru, včetně měst Richmond a Delta, leží na plochém záplavovém území.

### Přítoky
McGregor River, Nechako River, Quesnel River, West Road River, Chilcotin River, Bridge River, Thompson River, Nahatlatch River, Anderson River, Coquihalla River, Sumallo River, Harrison River, Chilliwack River, Stave River, Pitt River

## Vodní režim
Zdrojem vody jsou převážně dešťové a sněhové srážky. Průměrný průtok vody činí 3550 m³/s. Nejvyšších vodních stavů dosahuje od května do září. Zamrzá v listopadu až v prosinci a rozmrzá v březnu až v dubnu. Ústím řeky ročně proteče 112 km³ vody a řeka do vod oceánu přinese 20 Mt sedimentů.

## Využití
Nákladní vodní doprava je možná pouze v délce 40 km od moře. Zámořské nákladní lodě využívají jižní rameno (South Arm), zatímco dřevařské vory používají severní rameno (North Arm). Prostřední rameno delty není splavné a je vyhrazeno pro leteckou dopravu pontonových letadel. Na začátku delty leží město New Westminster. Vzhledem k vysoké roční sedimentaci, řeka má na východ od Douglasova ostrova (Douglas Island) zaručenou hloubku méně než 6 metrů a má mnoho neustále se měnících nánosů. Vzhledem k tomu je považována za nesplavnou pro komerční dopravu.
Řeka má nesmírnou hodnotu pro hospodářství Britské Kolumbie tím, že je jedním z nejdůležitějších toků na světě pro lososy. Některé chovy lososů plavou více než 800 km proti proudu do přítoků, kde se vytřou.

## Historie
Horní úsek řeky byl prvně prozkoumán sirem Alexanderem Mackenziem v roce 1793, a zcela prozkoumán Simonem Fraserem v roce 1807, který potvrdil, že řeka není propojena s řekou Columbia.